# No (film)
No är en chilensk dramafilm från 2012 i regi av Pablo Larraín. Filmen utspelar sig kring verkliga historiska moment i slutet av 80-talet inför valet att omvälja general Augusto Pinochet i åtta år till, eller inte.
Filmen var nominerad i kategorin Bästa utländska film på Oscarsgalan 2013.

## Handling
René arbetar inom reklambranschen och tar sig an uppdraget att leda "nej"-kampanjens reklamfilm inför det demokratiska valet mot Pinochet. Regimen äger all tv-tid, men tillåter oppositionen att sända kampanjmaterial en liten tid varje dag. Med begränsade ekonomiska tillgångar och en del motstånd från oppositionens ledare skapar René och hans medarbetare en ovanlig kampanjfilm för att föra oppositionen till valvinst.

## Rollista
- Gael García Bernal - René Saavedra
- Alfredo Castro - Luis "Lucho" Guzmán
- Luis Gnecco - José Tomás Urrutia
- Antonia Zegers - Verónica Carvajal
- Marcial Tagle - Costa
- Néstor Cantillana - Fernando Arancibia
- Jaime Vadell - Sergio Fernández
- Sergio Hernández
- Alejandro Goic - Ricardo
- Diego Muñoz
- Paloma Moreno
- Richard Dreyfuss, Jane Fonda, Christopher Reeve och Pinochet som sig själva i arkivbilder

## Kritik
Filmen har mottagit en hel del hyllningar. På Rotten Tomatoes kritikermätning graderas den till 93 procent. I Chile har det på vissa håll åberopats faktafel och riktats negativ kritik mot filmens fokus på tv-reklamens signifikans för valvinsten som förringar de insatser som gjordes på annat håll. Genaro Arriagada, ledaren för "nej"-kampanjen, sa i en intervju att filmen är en grov överförenkling som inte har någonting att göra med verkligheten.